# Winfried Hüttl
Winfried Hüttl (* 16. September 1954 in Lauterstein; † 15. Februar 2024 ebenda) war ein deutscher Unternehmer, Journalist und ab 2001 Honorarprofessor der Hochschule Pforzheim, Fakultät Wirtschaft und Recht.
Hüttl betätigte sich darüber hinaus als FDP-Politiker und war bis zum 6. Mai 2011 Vorsitzender des FDP-Kreisverbandes Göppingen. Als Mitunterzeichner des offenen Briefes an Guido Westerwelle geriet er in die Kritik, behielt jedoch zunächst sein Amt als Kreisvorsitzender bis nach der Landtagswahl. Für die Wahlen am 27. März 2011 zum Landtag von Baden-Württemberg trat er als Kandidat der FDP im Wahlkreis Geislingen an. Im September 2013 erklärte er seinen Parteiaustritt.

## Ausbildung und berufliche Stationen
Hüttl machte sein Abitur am Werner-Heisenberg-Gymnasium Göppingen und leistete einen verkürzten Wehrdienst bei der Luftwaffe in Pinneberg. Bis 1980 studierte er Geschichte, Politikwissenschaften und Geographie an den Universitäten Stuttgart und Augsburg, wobei er einen einjährigen Studienaufenthalt in Asien, Süd- und Mittelamerika einlegte und Gaststudent der Kommunikationswissenschaften an der Universität Hohenheim im Jahr 1980 war.
Dann durchlief Hüttl eine Journalistische Ausbildung bei der Südwest Presse Ulm und arbeitete als Redakteur bei der Neuen Württembergischen Zeitung in Göppingen. Das 2. Staatsexamen in Pädagogik legte er am Seminar Esslingen bei Baur ab und arbeitete von 1982 bis 1984 als Studienrat an der Max-Rill-Schule Reichersbeuern. Im Mai/Juni 1984 war Hüttl Projektleiter im Workshop Kibbuz Hagoshrim mit der israelischen Luftwaffe. 
1984 arbeitete Hüttl als persönlicher Referent des Rektors Huth an der Hochschule Pforzheim und war Gaststudent der Volks- und Betriebswirtschaftslehre an der Hochschule Pforzheim. Seit 1986 fungierte er als Geschäftsführender Referent der FRK (Ständige Konferenz der Rektoren und Präsidenten der Fachhochschulen in der Bundesrepublik Deutschland).
Hüttl war als Lehrbeauftragter an der Hochschule Pforzheim für Journalismus, International Public Relations und Exportmarketing tätig. Für den DAAD war im Jahr 1999 Gastdozent an der Technischen Universität Hanoi.
Er war Vizepräsident für internationale Beziehungen der privaten Trung Vuong Universität Vietnam und Mitherausgeber der Webplattform www.mm-industri.com für Malaysia, Indonesien und Brunei unter der Lizenz des Würzburger Vogel-Verlages.

## Forschung und Veröffentlichungen
Im Auftrag des Bundesministeriums für Bildung und Wissenschaften erstellte Hüttl Studien über die internationale Akzeptanz deutscher Fachhochschulen und unternahm dafür Studien in den USA, Kanada, Brasilien, Indonesien und Japan.
- Fachhochschulführer / hrsg. von d. Ständigen Konferenz d. Rektoren u. Präsidenten d. Staatl. Fachhochsch. d. Länder in d. Bundesrepublik Deutschland, Campus Verlag, 1989, ISBN 3-593-34112-3, (als Redakteur); veröffentlicht in den vier Sprachen Deutsch, Englisch, Französisch und Spanisch.
- Internationale Zusammenarbeit der Fachhochschulen: Perspektiven in Amerika und Asien (zusammen mit Rupert Huth und Wolfgang Schöllhammer), Bock, Bad Honnef, 1991, ISBN 3-87066-698-6.

Hüttl erstellte weiterhin Studien zur Werbung und Kommunikation in Schwellenländern wie China, Taiwan, Südafrika und Mexiko.